# Edward Fox
Edward Fox, född 13 april 1937 i  Chelsea, London, är en brittisk skådespelare.
Fox debuterade på teater 1958, och på film 1963. Han har genom åren medverkat i såväl film som TV, och har gjort många känslokalla eller grymma roller, som till exempel i titelrollen i Schakalen från 1973.
Han var gift 1958–1961 med skådespelaren Tracy Reed, och gifte sig 2004, efter ett långt förhållande, med Joanna David. Tillsammans med Reed har han dottern vicomtessan Lucy Fox, och med David dottern skådespelaren Emilia Fox och sonen Freddie Fox. Edward Fox är bror till skådespelaren James Fox.

## Filmografi i urval
- 1963 – Farlig hjärntvätt
- 1967 – Spring för livet!
- 1969 – Slaget om England
- 1971 – Budbäraren
- 1973 – Ett dockhem
- 1973 – Schakalen
- 1977 – Kniven på strupen
- 1977 – En bro för mycket
- 1977 – Duellanterna
- 1978 – The Big Sleep
- 1978 – Styrka 10 från Navarone
- 1978 – Edward & Mrs. Simpson (TV-serie)
- 1980 – Spegeln sprack från kant till kant
- 1982 – Gandhi
- 1983 – Never Say Never Again
- 1984 – Bounty
- 1986 – Anastasia (TV-film)
- 1991 – Robin Hood
- 1998 – Lost in Space
- 2002 – Mister Ernest
- 2004 – Stage Beauty
- 2005 – Lassie
- 2007 – Oliver Twist (TV-serie)